# Chofu
Chofu (調布市 -shi) é uma cidade japonesa localizada na província de Tóquio.
Em 2016, a cidade tinha uma população estimada em 228.663 habitantes e uma densidade populacional de 10.590 h/km². Tem uma área total de 21,58 km².
Recebeu o estatuto de cidade a 1 de Abril de 1955.

## Geografia
Chofu fica aproximadamente no centro-sul da Metrópole de Tóquio, a cerca de 20 km do centro de Tóquio, no Platô de Musashino, rodeado pelas várzeas do rio Tama e do rio Iruma.

### Limites
- Metrópole de Tóquio
  - Setagaya
  - Mitaka
  - Fuchu
  - Koganei
  - Komae
  - Inagi
- Kanagawa
  - Kawasaki

## História
A área da atual Chōfu foi habitada desde os tempos paleolíticos japoneses, e numerosos restos dos períodos Jomon, Yayoi e Kofun foram descobertos. Durante o período Nara, tornou-se parte da antiga Província de Musashi. Durante o período Sengoku, a área foi frequentemente disputada entre o Clã Hōjō tardio e o Clã Uesugi. Durante o período Edo, a área prosperou como uma estação postal no Kōshū Kaidō e como um centro de sericicultura.
A reforma cadastral pós Restauração Meiji de 1 de abril de 1889, a cidade de Chōfu e a vizinha vila de Jindai foram estabelecidas dentro da prefeitura de Kanagawa. O distrito inteiro foi transferido para o controle da Metrópole de Tóquio em 1 de abril de 1893. Jindai foi elevado ao status de cidade em 3 de novembro de 1952, e se fundiu com a cidade de Chōfu em 1 de abril de 1955, para formar a atual cidade de Chofu.

## Economia
Chōfu é principalmente um centro comercial regional e uma cidade dormitório do centro de Tóquio. A sede da Agência Japonesa de Exploração Aeroespacial (JAXA) também está localizada na cidade.

## Transporte

### Metropolitano
- Linha Keiō
  - Estação Sengawa - Estação Tsutsujigaoka - Estação Shibasaki - Estação Kokuryō - Estação Fuda - Estação Chōfu - Estação Nishi-Chōfu.
- Linha Keiō Sagamihara
  - Estação Chōfu - Estação Keiō.

### Rodovia
- Kōshū Kaidō (Rota Nacional 20)
- Via Expressa Chūō

### Via aérea
- Aeroporto de Chōfu

## Atrações
- Jardim Botânico Jindai;
- Templo Jindai;
- Parque Nogawa.

O Estádio de Tóquio (comumente conhecido como Estádio Ajinomoto), em Chōfu, hospeda jogos de futebol para duas equipes da J. League: FC Tóquio e o Verdy Tóquio. O estádio também será uma das sedes da Copa do Mundo de Rugby de 2019, a realizar-se no Japão.
Todo mês de julho, Chōfu hospeda o Festival de Fogo de Artifício da Cidade de Chofu, com a participação de até 300.000 pessoas ao longo das margens do rio Tamagawa. A minúscula Estação de Fuda na Linha Keio fica lotada neste dia com dezenas de milhares de visitantes.
Chōfu tem um grande centro cultural que apóia muitos grupos que encorajam a integração de estrangeiros na sociedade japonesa, oferecendo aulas gratuitas de japonês, Shodō, Ikebana, Caratê (e muitas outras).
Há um parque e um memorial comemorativo da vida do romancista Mushanokōji Saneatsu, um ex-morador de Chōfu.
Nos Jogos Olímpicos de Verão de 1964, a cidade serviu como parte da rota para os eventos atléticos de 50 quilômetros de caminhada e maratona.

## Pessoas de Chofu
- Kondō Isami - samurai do período de Bakumatsu, nascido na vila de Kami - Ishihara na província de Musashi, agora Chōfu moderno;
- Shigeru Mizuki - cartunista, nascido em Sakaiminato, Tottori, mas viveu em Chofu por cerca de 50 anos;
- Saneatsu Mushanokōji - romancista, dramaturgo, poeta;
- Shutaro Oku - diretor;
- Junji Takada - ator.